# Castellàs (les Valls d'Aguilar)
|  | Aquest article és sobre el poble d'aquest nom. Per a l'antic municipi, vegeu Castellàs (antic municipi). |

Castellàs és un poble del terme municipal de les Valls d'Aguilar, a la comarca catalana de l'Alt Urgell. Històricament, havia pertangut al Comtat d'Urgell i al Vescomtat de Castellbò. La divisió comarcal del 1936 el posà a la comarca del Pallars Sobirà, atès que el mercat principal més proper era el de Sort.
Va tenir municipi propi fins que es va crear el nou terme municipal de les Valls d'Aguilar per fusió d'altres antics municipis (la Guàrdia d'Ares, Noves de Segre i Taús). Anteriorment, el 1857, havia incorporat Biscarbó i Junyent.
L'església de Castellàs, parroquial és dedicada a Santa Maria. És romànica. En el mateix poble hi ha també la capella de Sant Joan Evangelista de Cal Cervós.

## Etimologia
Derivat del mot comú castell, el topònim fa referència a l'edificació que coronava la població. Es tracta, doncs, d'un topònim romànic de caràcter descriptiu.

## Història

### Edat moderna
En el fogatge del 1553, Castellàs, juntament amb Biscarbó, declara 5 focs laics i 2 d'eclesiàstics.

### Història contemporània
Pascual Madoz dedica un breu article del seu Diccionario geográfico... a Castellàs. S'hi pot llegir que el poble està situat en a la dreta del Segre, en el vessant d'una muntanya que mira al sud, perfectament ventilat. El clima hi és bastant fred, però bastant saludable. Tenia en aquell moment 20 cases d'una sola planta i l'església parroquial dedicada a Santa Maria, de la qual depenen les de Biscarbó, Espaén i Trejuvell.
El territori és muntanyós, en part aspre i en part suau, amb molta part poblada de boscos. S'hi collia blat, ordi, sègol, llegums, patates i herba per a pastures. De bestiar, hi havia moltes ovelles, cavalls, vaques, mules i porcs; caça de conills i perdius. Hi havia una pedrera de calç. La població era de 13 veïns (caps de casa) i 74 ànimes (habitants).

## Demografia
| 1970 | 1981 | 2000 | 2002 | 2004 | 2006 | 2008 | 2010 | 2011 |
| ---- | ---- | ---- | ---- | ---- | ---- | ---- | ---- | ---- |
| 18   | 13   | 18   | 17   | 10   | 11   | 10   | 9    | 9    |

Les dades del 1553 són 4 focs, és a dir, llars. Cal comptar a l'entorn de 5 persones per foc.